# ウィリアム・コクラン (第3代ダンドナルド伯爵)
第3代ダンドナルド伯爵ウィリアム・コクラン（英語: John Cochrane, 3rd Earl of Dundonald、1686年頃 – 1705年11月22日）は、スコットランド貴族。コクラン卿の儀礼称号を使用した。

## 生涯
第2代ダンドナルド伯爵ジョン・コクランとスーザン・ハミルトン（Susan Hamilton、1737年2月7日没、ハミルトン公爵ウィリアム・ハミルトンの娘）の長男として生まれた。
1690年5月16日に父が死去すると、ダンドナルド伯爵の爵位を継承した。
1705年11月22日に生涯未婚のままペイズリーで死去、弟ジョンが爵位を継承した。